# Messeturm München

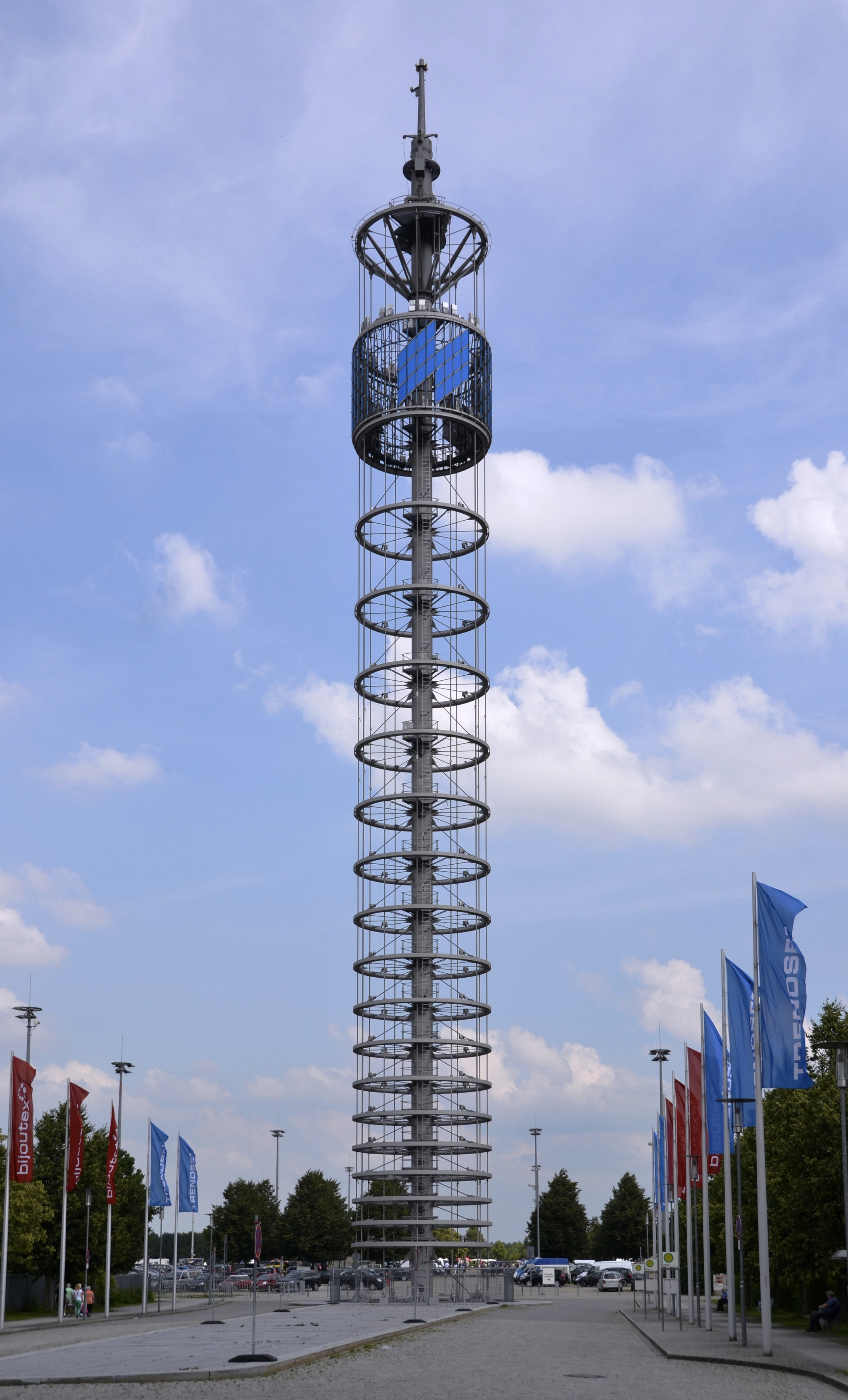
Messeturm München

Der Messeturm München ist ein Stahlturm auf dem Gelände der Neuen Messe München. Er befindet sich am Osteingang des Messegeländes im Stadtteil Riem.
Der Turm besteht aus einer 86 Meter hohen Stahlrohrkonstruktion, an der an mehreren Ebenen konzentrische Ringe befestigt sind, die an Seilen aufgehängt sind. Oben trägt der Messeturm München das Logo der neuen Münchner Messe, welches aus 28 Rauten besteht. Der Messeturm München wurde mit Hilfe eines 550 t/800 t-Gittermast-Autokrans aufgestellt.
Die ursprünglich vorhandene Lichtinstallation (über 1.000.000 Leuchtdioden) wurde nach allmählichem Verschleiß der Dioden durch Sonneneinstrahlung und einen Kabelbrand abgebaut.

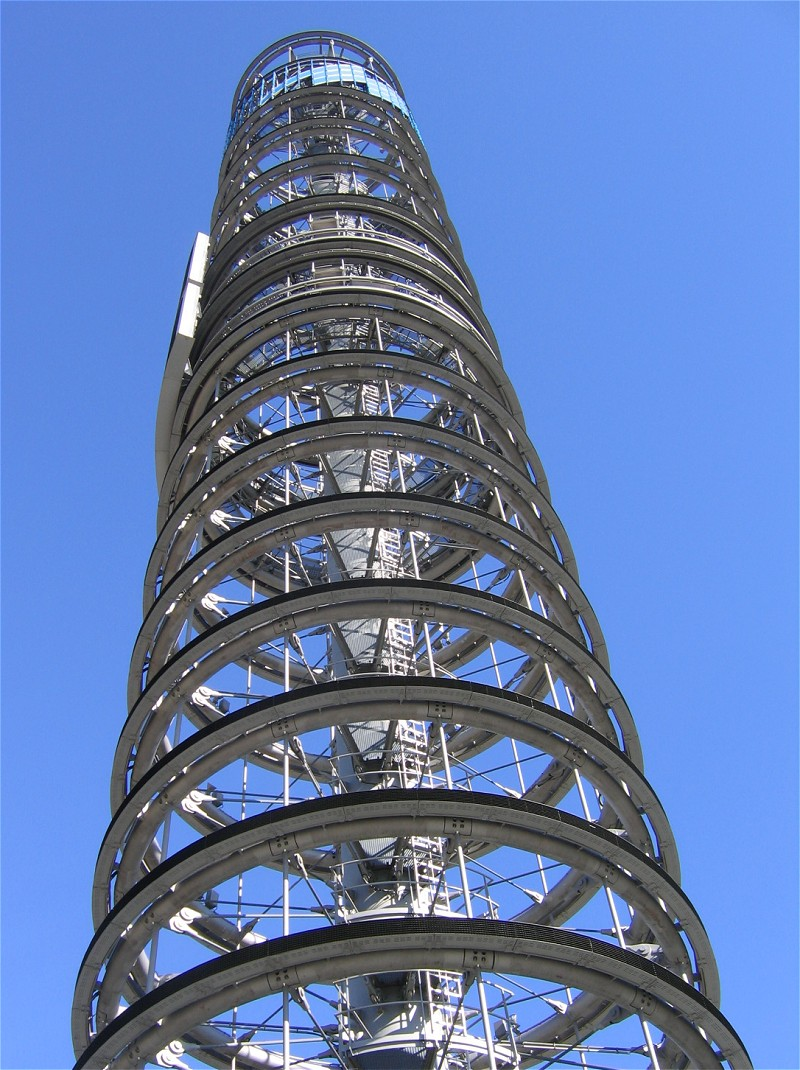
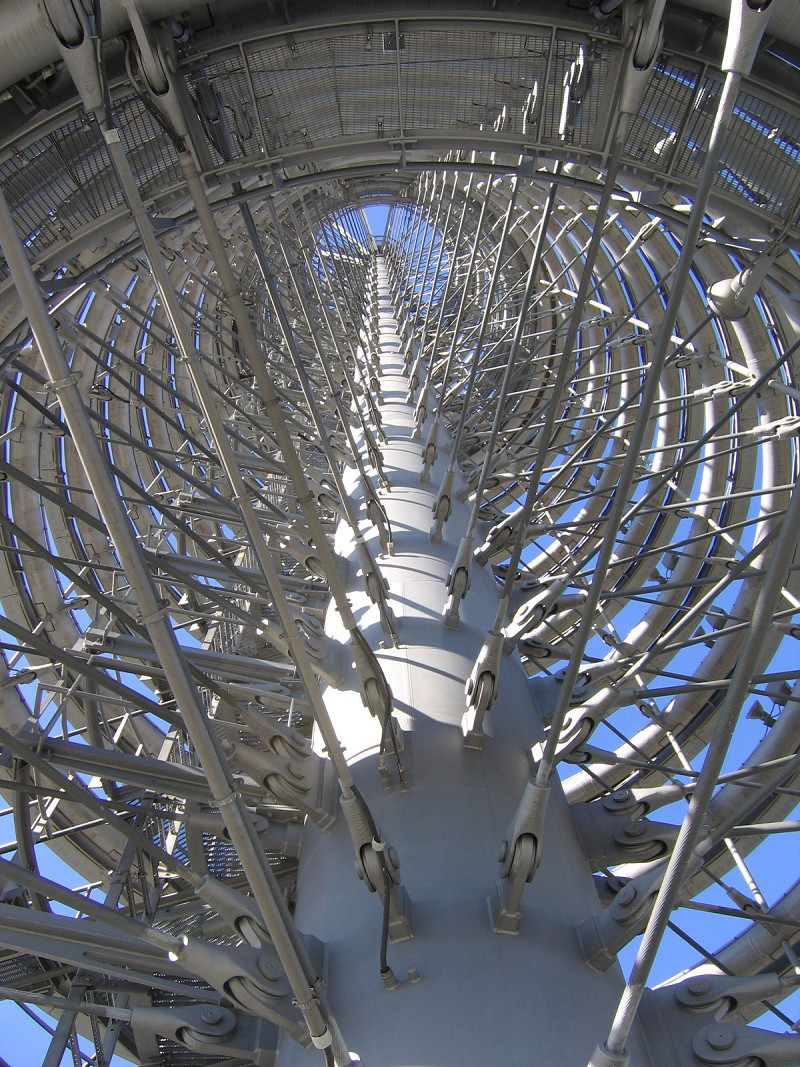
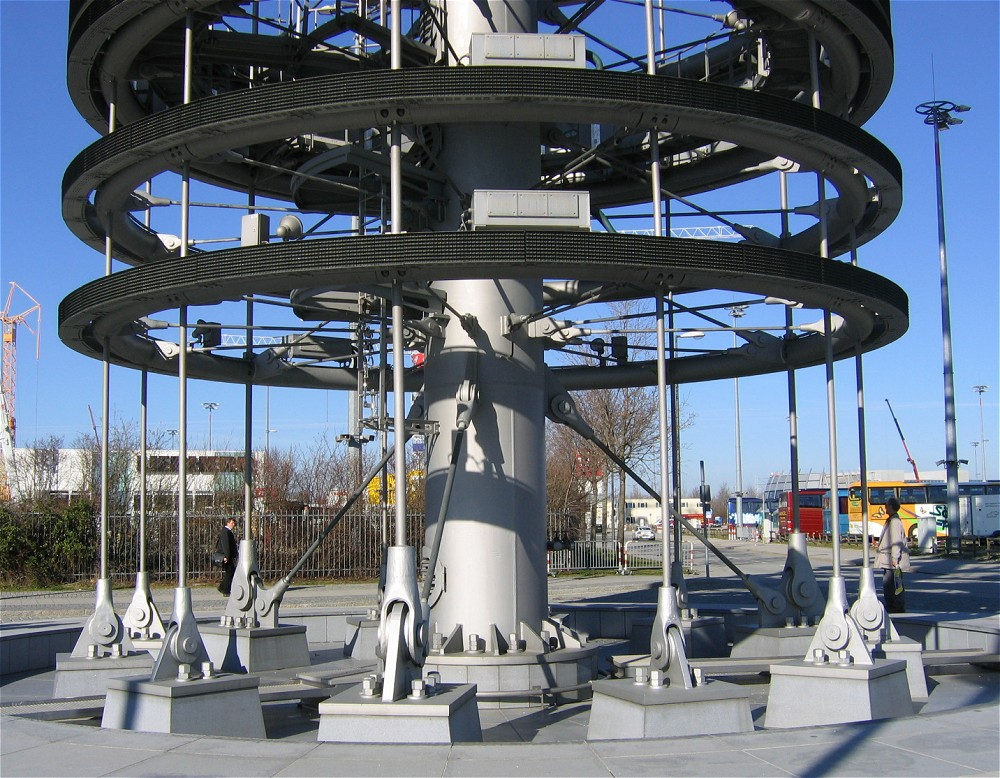